# 罗纳德·皮尔斯
罗纳德·皮尔斯（英語：Ronald Pierce，1909年9月18日—2008年3月5日），音频工程师。他赢得过1次奥斯卡最佳音响效果奖并2次获得提名。皮尔斯于2008年过世，享年98岁。

## 部分影视作品
皮尔斯赢得过1次奥斯卡奖，并2次获得提名。
获奖
- 大地震 (1974)[1]

提名
- 国际机场 (1970)[2]
- 骗中骗 (1973)[3]